# Antonio Caldara
Antonio Caldara (n. 1670, Veneția, Republica Veneția – d. 28 decembrie 1736, Viena, Monarhia Habsburgică) a fost un compozitor italian.
S-a născut în Veneția, fiind fiul unui violonist. A devenit corist al catedralei San Marco din Veneția, unde a invățat să cânte la mai multe instrumente, probabil sub îndrumarea lui Giovanni Legrenzi. În 1699 se stabilește în Mantua, unde devine capelmaistru. Caldara se mută din Mantua ca urmare a expulzarii francezilor din Italia, stabilindu-se în Barcelona. Aici ocupă funcția de compozitor de muzică de cameră pentru Carol al VI-lea al Austriei. În această perioadă a scris cateva opere, care au fost primele opere italiene cântate în Spania. S-a mutat la Roma, devenind capel-maestru pentru Francesco Maria Marescotti Ruspoli. În 1716 a obținut un post similar în Viena pentru a servi Curții Imperiale, unde a rămas pană la sfârșitul vieții.